# Battaglia di Caricyn
La battaglia di Caricin (oggi Volgograd) fu uno scontro militare tra le forze dell'Armata Rossa bolscevica e l'Armata Bianca zarista nel corso della guerra civile russa, per ottenere il controllo dell'importante città e porto sul fiume Volga nel sud-ovest della Russia.
Secondo la storiografia sovietica, la battaglia si svolse in tre fasi, la prima difesa di Caricin (dal luglio al settembre del 1918), la seconda difesa di Caricin (dal settembre del 1918 al febbraio del 1919) e la terza difesa di Caricin (dal febbraio del 1919 al gennaio del 1920).
La battaglia terminò con la vittoria dell'Armata Rossa che prese il controllo del territorio meridionale della Russia; Stalin, responsabile politico-militare dei bolscevichi sul posto fino al novembre 1918, ebbe un ruolo importante e contribuì al successo dell'Armata Rossa nella prima fase della battaglia; la propaganda stalinista durante la sua lunga dittatura esaltò la sua tenacia e la sua decisione durante la campagna.

## Antefatti
La battaglia iniziò quando le forze dei Bianchi comandate dall'ataman Pëtr Nikolaevič Krasnov posero Caricyn sotto assedio nell'autunno del 1918, respingendo l'Armata Rossa verso le aree circostanti alla città, sulla riva occidentale.
Stalin venne inviato da Lenin sul basso Volga per accelerare la requisizione dei cereali; il capo dei bolscevichi aveva esortato il suo luogotenente a raggiungere a tutti i costi risultati pratici e inviare la maggior quantità possibile di vettovaglie a Mosca; Lenin inviò un telegramma in cui richiedeva misure spietate e la massima fermezza contro i "nemici della rivoluzione".
Stalin diede prova subito della sua energia e della sua disponibilità ad adottare misure brutali per raggiungere gli obiettivi; a Lenin scrisse: "la nostra mano non tremerà". Egli prese anche il controllo delle forze dell'Armata Rossa e dispiegò grande determinazione per rinforzare le difesa della città, egli inoltre richiese "pieni poteri militari" nella Russia meridionale "nell'interesse della causa".

## Battaglia
La città fu ripresa dalle azioni del presidente locale del comitato militare, Iosif Stalin, il quale esortò i suoi uomini a continuare a combattere, disobbedendo in ciò agli ordini diretti di Mosca, che pretendevano un ripiego. Stalin, coadiuvato da Kliment Vorošilov, richiamò rinforzi dal Caucaso: la "divisione d'acciaio" di Dimitrij Žloba avanzò a marce forzate in soccorso di Caricyn.
Questi rinforzi sferrarono un attacco a sorpresa, dopo una marcia di sedici giorni, contro le retrovie delle truppe di Krasnov che subirono una pesante sconfitta il 17 ottobre 1918; le truppe nazionaliste bianche si ritirarono, temporaneamente, dopo aver perso 18 000 uomini.
Caricyn rimase per il momento in mano bolscevica.
Spedito Krasnov nel Baltico, la città fu presa da parte delle truppe del generale bianco Anton Denikin nel giugno del 1919. La truppa di spedizione britannica in Russia si era offerta volontaria per inviare un convoglio corazzato a supporto dell'esercito bianco. La caduta di Caricyn è vista "come una delle battaglie chiave della guerra civile russa" che ha aiutato molto la causa della russa bianca.
Tuttavia, le forze dell'Armata Rossa sotto Stalin e Voroshilov, questa volta aiutate da rifornimenti e armi che erano recentemente arrivati da Mosca sotto direttive di Lenin, organizzarono un assalto totale alla città e la ripresero nel gennaio 1920. Di conseguenza, l'esercito bianco, sconfitto, ora ridotto a semplici numeri e in pericolo di distruzione, si è poi ritirato verso la penisola di Crimea.